# Werthenstein (ort)
Werthenstein är en ort i kantonen Luzern i Schweiz. Den består av två ortsdelar som ligger på var sin sida om floden Kleine Emme. På den södra sidan ligger Werthenstein-Oberdorf i kommunen Werthenstein, på den norra sidan ligger Werthenstein-Unterdorf i kommunen Ruswil. Ortens järnvägsstation ligger i Werthenstein-Unterdorf.